# Herzeliebez vrouwelin
Herzeliebez vrouwelin (L 49,25) ist ein Lied von Walther von der Vogelweide. Es thematisiert die Liebe zwischen einem Mädchen mit anscheinend niederem sozialen Status und einem Minnesänger. Das Lied zählt zu einem der populärsten und am meisten in der Forschung diskutierten Lieder Walthers, da es sich bedeutend von den bis dato geläufigen traditionellen Minneliedern abhebt. Zugeordnet wird das Lied, ausgehend von dem in ihm vertretenen Minneideal, den so genannten „Mädchenliedern“. Diese leiten einen Wendepunkt im traditionellen Minnesang ein. Ihre Bedeutung ist jedoch in der mediävistischen Literaturgeschichte stark umstritten.

## Inhalt
Eingeleitet wird das Lied durch eine Liebesbekundung des sprechenden Ichs gegenüber dem besungenen Mädchen, die zugleich die Angst vor dem Scheitern des gemeinsamen Glücks impliziert (I, 1ff.).
Darauf folgt ein Zwiegespräch, das der Sprecher mit den Kritikern seines Sanges führt, und in dem er sich mit deren Vorwürfen auseinandersetzt (II, 1ff.).
Im Anschluss erfolgt eine Wertediskussion über die Hierarchie der Qualitäten „Liebe“ und „Schönheit“. (III, 1ff.)
In der vierten Strophe offenbart das sprechende Ich dem frouwelin erneut seine tiefen Gefühle und stellt sie in ihrer Bedeutung über eine Königin (IV, 1ff.).
Abschließend werden die Bedingungen genannt, die vorhanden sein müssen, um eine erfüllte Liebesbeziehung der beiden Minnepartner zu gewährleisten (V, 1ff.).

## Überlieferung
„Herzeliebez vrouwelin“ ist eines der am häufigsten überlieferten Lieder Walthers und ist bereits im Mittelalter in fünf Handschriften weit verbreitet und noch heute in selbigen zu finden:
| Name                                  | Sigle | Zeit                         | Ursprung           | Aktueller Standort                | Sprache                                | Material  |
| ------------------------------------- | ----- | ---------------------------- | ------------------ | --------------------------------- | -------------------------------------- | --------- |
| Große Heidelberger Liederhandschrift  | C     | Erste Hälfte 14. Jahrhundert | Vermutlich Schweiz | Universitätsbibliothek Heidelberg | alemannische Schreibvarietät           | Pergament |
| Kleine Heidelberger Liederhandschrift | A     | Ende 13. Jahrhundert         | Elsass             | Universitätsbibliothek Heidelberg | alemannisch                            | Pergament |
| Würzburger Liederhandschrift          | E     | vor 1355                     | Würzburg           | Universitätsbibliothek München    | Schreibsprache der Würzburger Kanzelei | Pergament |
|                                       | G     | Mitte 14. Jahrhundert        | unklar             | Bayerische Staatsbibliothek       | bairisch                               | Pergament |
|                                       | O     | Ende 13. Jahrhundert         | Kölner Raum        | Universitätsbibliothek Krakau     | westmitteldeutsch                      | Pergament |

Überdies finden sich drei Verse (III, 4-6) in der Haager Liederhandschrift s im Anschluss an eine Strophe des „Mailiedes“ (51,13). Die Liederhandschrift entstand um 1400 im Niederrhein-Gebiet, ist heute in der Königlichen Bibliothek Den Haag zu finden und in Mittelniederländisch verfasst. Die Überlieferungen unterteilen sich in oberdeutsche, mittel- und niederdeutsche und in niederländische Varietäten.
Das Lied ist somit im gesamten deutschen Sprachraum vertreten. Wie die meisten Waltherlieder ist auch dieses in allen Schriften ohne dazugehörige Melodie aufgezeichnet worden.
Alle Handschriften sind in einem Faksimile-Band in Abbildungen zugänglich, mit Ausnahme von O.

### Fassungsdifferenzen
Es existieren zwei verschiedene Fassungen des Liedes, deren Differenz sich an der Anrede festmachen lässt. So steht in Fassung C „herzeliebe frouwe mir“, in den Fassungen AEG jedoch „herzeliebez vrouwelin“. Da sich die Verse eins und drei der ersten Strophen in sich stimmig reimen, wird nicht von einem Schreibversehen ausgegangen. Diese Reimung verläuft in Fassung C wie folgt: mir (I, 1) : dir (I, 3), in den Fassungen A, E und G sieht sie hingegen so aus: -lin (I, 1): din (I, 3).
Es besteht Unklarheit darüber, ob eine der beiden Fassungen als eine Frühfassung oder eine Überarbeitung angesehen werden kann.
Des Weiteren existieren in den Fassungen zum Teil sehr unterschiedliche Reihenfolgen der
Strophen:
| Fassung | Reihung   |
| ------- | --------- |
| C       | 1 2 3 4 5 |
| AEG     | 1 2 4 3 5 |
| O       | 1 3 2 4 5 |

Ebenfalls sind vereinzelt textliche Abweichungen in den einzelnen Handschriften nachzuweisen, die jedoch nicht so gravierend sind, dass in der Forschung grundsätzliche Meinungsverschiedenheiten bezüglich der Herstellung einer kritischen Textausgabe vorliegen. Diese Textvarianz kann auf den Autor selbst oder auf spätere Bearbeiter zurückgehen, was nicht genau nachzuweisen ist. Zurückzuführen sind diese Abweichungen unter anderem darauf, dass das gedanklich schwierige Lied nach der Veröffentlichung in verschiedener Weise vereinfacht wurde. Ein Grund hierfür war, dass der deutsche hochartistische Gedankenstil um 1200 im 13. Jahrhundert mehr und mehr einem Brauchtumsstil wich. Alle heute gängigen Editionen und Interpretationen beziehen sich auf die dreifach bezeugte Fassung AEG.

## Form

### Aufbau
Sechszeilige Strophen: zweizeilige Stollen und zweizeiliger Abgesang. Dieses Grundmuster findet sich in zehn Waltherliedern.

### Analyse
Charakteristisch für dieses Lied sind die leichtgängigen Verse sowie die semantische und formale Einfachheit des Baus. Es besteht aus 5 Strophen, die jeweils in sechs Verse aufgeteilt sind und dasselbe Reimschema [ababcc] tragen. Man spricht hier von einer sechszeiligen Stollenstrophe. Auffällig ist, dass alle Strophen mit einer Langzeile abschließen. Hierunter versteht man Zeilen mit wenigstens sieben Hebungen, die durch eine „feste“, d. h. durch eine sich jedes Mal an der gleichen Stelle wiederholende Zäsur gegliedert sind. Anzunehmen ist, dass hierdurch der letzte Vers der Strophe in seiner Bedeutung besonders hervorgehoben werden soll.
Die ersten vier Verse besitzen jeweils vier Hebungen, diese kennzeichnen den Aufgesang, dessen Reime im Kreuzreimschema stehen. Der Abgesang wird gebildet durch den fünften Vers mit vier Hebungen, gefolgt von einem achthebigen Langvers mit Zäsur. Er trägt ein Paarreimschema.
I. Aufgesang:
4a 4b} Stollen
4a 4b} Gegenstollen
II. Abgesang:
4c 4x 4c
Zu Walthers Zeit stellte diese der Romania entlehnte dreiteilige Kanzonenform die Regelform dar und unterschied sich somit maßgeblich in Konzept, Inhalt und Bauform der Strophen von dem vorausgehenden Donauländischen Minnesang. Inga Hemmerling verweist darauf, dass Lieder, die der niederen Minne bzw. den Mädchenliedern zugeschrieben werden, zwar vielfach den einfachen Bau der Kanzone aufweisen, dies aber nicht, wie teilweise angenommen, ein Indiz für einen einfachen Inhalt oder für den niedrigen sozialen Status der Adressatin darstellt. Die metrische Form des Versschlusses ist überwiegend männlich, es handelt sich um einen stumpfen Reim, der sich einzig über eine Strophe erstreckt.
Auffällig ist, dass das Satzende und der Periodenschluss des Liedes, mit Ausnahme von Strophe fünf, fast immer zusammenfallen. Es ist anzunehmen, dass somit der Zusammenhang der beiden Strophen unterstrichen werden soll. Auf diese Weise kann zu einem besseren Textverständnis verholfen werden.

## Interpretation
Bereits die das Lied eröffnende, an die besungene Frau gerichtete Anrede „herzeliebez vrouwelin“ (I, 1) ist in ihrer Auslegung in der Mediävistik häufig diskutiert worden. Das Nomen „herzeliebe“ (I, 1), gedeutet als Ausdruck wahrer Gefühle aus dem Inneren, wird verknüpft mit dem Diminutiv „vrouwelin“ (I, 1) von frouwe und lässt sich mit „kleine Herrin der Herzeliebe“ übersetzen. Mittels dieses Kompositums wird eine persönlich vertraute Nähe erzeugt sowie eine gleichermaßen von Zärtlichkeit und Achtung geprägte Atmosphäre. Die Liederöffnung kann somit als Ausdruck eines hoffnungsvollen Gefühls gelesen werden. Die in den einleitenden Worten versinnbildlichte persönliche Beziehung des Sprechers und der Frau stellen in ihrer Innigkeit ein Novum im traditionellen Minnesang dar, so Heike Sievert, die mit dieser Auffassung die allgemeine Forschungsmeinung repräsentiert. Mittels der Anrede wird die Distanz zwischen Sprecher und Frau aufgehoben und die höfische Etikette durchbrochen. Statt in Hinblick auf die Öffentlichkeit, d. h. mit dem höfischen Publikum als Resonanzebene, über eine Frau zu singen, offenbart das sprechende Ich seine Liebe gegenüber der Partnerin. Mit dieser Seltenheit wird „sofort Aufmerksamkeit und ein besonderes Spannungsverhältnis zwischen Sänger und Publikum hervorgerufen.“
Dorothea Ader betont hingegen, dass die höfische Formel frouwe als Ziel des Minnens deutlich erkennbar bleibe und lediglich einer leichten Abwandlung unterzogen werde. Somit bliebe nach ihrer Auffassung das Ideal der Hohen Minne bewahrt, auch wenn sie einräumt, dass die zeitgenössische Hörerschaft höchstwahrscheinlich die Neuerung im bereits Bekannten bemerkt haben dürfte.
In der heutigen Forschung weitgehend unumstritten hingegen ist, dass das Diminutiv frouwelin keinen Aufschluss über den sozialen Status der Adressatin gibt und somit nicht explizit ein Mädchen niederen Standes besungen wird. Abzuleiten ist dies unter anderem von den diversen Bedeutungen dieses Begriffs. Er steht nach Hugo Kuhn sowohl für die verheiratete als auch unverheiratete adelige Dame und auch für die standesniedere Dirne. Die Annahme, dass mit diesem Wort die Ständeklausel angegriffen werde, wird als hypothetisch gewertet. Größtenteils akzeptiert wird hingegen die Aussage Friedrich Neumanns, dass es die Vertraulichkeit ist, die das Wort vrouwelin in einer ständisch gegliederten Welt fähig macht, das Ständische zu durchbrechen. Der Stand des vrouwelins bleibt im gesamten Lied vage und klingt lediglich in Strophe 2, 1 und Strophe 3, 6 an.
In der zweiten Zeile steht eine gebeugte Form des im traditionellen Minnegesang selten gebrauchten Personalpronomens „du“ (I, 2) statt des üblichen distanzierten ir. Hierdurch wird ein harmonisierender Einklang zur ersten Anrede geschaffen und die bestehende Intimität beider Partner nochmals unterstrichen. Der im Sinne einer neutralen Grußformel zu lesende Segenswunsch des Mannes “ got gebe dir hiute und iemer guot” (I, 2), klanglich gekennzeichnet durch eine g- Alliteration, ist als ein weiteres Zeichen von Zuneigung und der Sorge um Glück und Wohlergehen der Frau zu verstehen.
Der darauffolgende Wunsch des sprechenden Ichs „kund ich baz gedenken din, des het ich willeclichen muot“ (1, 3f.) und das Eingeständnis, dass das Ich nicht mehr sagen könne, als dass niemand anderes dem fouwelin gegenüber mehr Zuneigung verspüre als es selbst (Vgl. I, 5f.), können als Varianten von “Ich liebe dich” gelesen werden.
Hierdurch erfolgt eine Reduktion weitschweifiger Liebeserklärungen auf wenige kunstvoll verknüpfte Worte.
Ebenfalls lässt sich der Aussage „daz dir nieman holder ist“ (I, 6) entnehmen, dass das sprechende Ich allein für sich den Anspruch bzw. das Recht erhebt, das vrouwelin zu lieben, und die Einmischung einer anderen Person in die Liebesbeziehung untersagt.
Relativiert werden die einleitenden Liebesbekundungen mit einem schmerzlichen „owe, da von ist mir vil we“ (I, 6), die vermutlich das Wissen andeuten, dass (herze)liebe sich in herzeleit verkehren kann, wenn sie unerfüllt bleibt. Die Worte lassen sich jedoch auch als Verweis auf die anschließenden Strophen lesen, indem sie auf die Auseinandersetzung zwischen Sprecher und Gesellschaft hindeuten.
In der zweiten Strophe tritt als neue Instanz die Öffentlichkeit hinzu. Das sprechende Ich wiederholt in indirekter Rede die Worte derer, die ihm vorwerfen, seinen Sang „nider“ (II, 2) zu wenden. Eine genauere Präzision, wer mit „Si“ (II, 1) gemeint ist, findet nicht statt. Dass die Formulierung nider in erster Linie auf die gesellschaftliche Position der Partnerin verweist, wird im Verlauf des Liedes in Strophe IV, 6 nahegelegt, in der das sprechende Ich beteuert, dass ihm der gläserne Ring des Mädchens mehr wert sei als das Gold einer Königin. Als wie nider das Mädchen jedoch gesehen werden kann, wird auch an dieser Stelle nicht deutlich und ähnlich wie beim Diminutiv der ersten Strophe ist die vermeintliche Zuordnung des frouwelin in die untere soziale Gesellschaftsschicht nicht unumstritten.
Diese Strophe im Zusammenspiel mit der dritten kann als Zentrum des Liedes gesehen werden. In ihnen erfolgt eine Wertediskussion über die Hierarchie der Qualitäten guot und schoene auf der einen und liebe auf der anderen Seite.
Zunächst erfolgt die selbstbewusste Auseinandersetzung des sprechenden Ichs mit der Gesellschaft und ihren Normen des Hohen Sangs. Der geäußerten Kritik begegnet es mit einem Gegenvorwurf. Nach diesem hätten seine Kritiker seine Liebesauffassung nicht verstanden, da diese jenseits von ständischen Werten wie nider und ho nur einer ethischen Kategorie, nämlich dem herze, folge. Daher ist der an ihn gerichtete Tadel in seinen Augen bedeutungslos, da die Kritikübenden niemals selbst wahre Liebe erfahren hätten: Verächtlich wird an dieser Stelle auf das nach gesellschaftlichen Konventionen ritualisierte Minneverhalten und die traditionellen höfischen Standeswerte guote (Besitz) und schoene (Schönheit) verwiesen. Die Liebe der Kritiker richte sich hiernach allein auf diese Standeswerte, somit hätten sie die Liebe veräußerlicht und verraten. Der erneute Ausruf „we“ (II, 6) am Ende der Strophe kann somit nicht nur als ein stilistisches Klangecho in Analogie zum „owe“ (I, 6) der ersten Strophe gelesen werden, sondern auch als Ausdruck der Trauer und des Unmuts über das Liebesverständnis der Opponenten der höfischen Gesellschaft.
Nach der Auffassung von Heike Sievert stellt sich der Sprecher durch die vollzogene Reflexion schützend vor die von ihm geliebte Frau, jedoch sei trotz alledem ein harmonisches Miteinander der Geliebten durch die Angriffe von außen nicht mehr möglich. Dies ist daran zu erkennen, dass das persönliche, emotionale Personalpronomen „du“ (I, 2) in dieser und der darauffolgenden Strophe nicht mehr verwendet wird.
Die dritte Strophe führt die Wertediskussion fort und befasst sich mit der Relation von schoene und liebe. Der im Mittelalter gängigen Vorstellung, dass sich in der äußeren Schönheit auch immer die innere Vollkommenheit widerspiegle, erteilt das sprechende Ich eine Absage. Schönheit ist kein Wert an sich, sondern es werden zusätzliche Bedingungen daran geknüpft: „bi der schoene ist dicke haz“ (III, 1). Nach der Auslegung Gerhard Hahns impliziert diese Aussage des Sprechers, dass sich bei der Dame, die dem im höfischen Sang selbstverständlichen Attribut von äußerer Schönheit und der damit assoziierten güete entspricht, die Attraktivität häufig mit einem abweisenden, zurückstoßenden und gehässigen Wesen verbindet.
Der zentrale Vers dieser Strophe ist der dritte: “liep tuot dem herzen baz” (III, 3), er ist der einzige, in dem der Begriff schoene nicht vorkommt, womit seine Bedeutung stilistisch besonders hervorgehoben wird. Nachdem an dieser Stelle der Vorrang der Liebe gegenüber der äußeren Schönheit sowie die Bedeutung der Liebe für das Herz explizit genannt werden, räumt der Sänger ein, dass Liebe jedoch bewirken könne, dass die Frauen schön werden (Vgl. III, 5). Über die Vermittlung durch das herze sei liebe in der Lage, schön zu machen. Auf diese Weise dringt nicht die Schönheit über die Augen ins Herz und erzeugt dort ein Gefühl, sondern umgekehrt.
Diese Wirkrichtung lässt sich nicht umkehren, es führt kein Weg vom Äußeren zum Inneren, von der schoene zum „lieben lip“ (III, 6), so wird die Strophe pointiert geschlossen.
Kuhn sieht die dargelegte Argumentation geprägt von einer weit verbreiteten Güterlehre in Anlehnung an Aristoteles. Diese stellt das bonum animi, hier die liebe, über das bonum coporis, hier die schoene, und dieses wiederum über das bonum externum, hier das guot im Sinne von Besitz und Macht.
Auch Silvia Ranawake vermutet als Hintergrund dieser Strophe eine weit verbreitet Sittenlehre, die zwischen Gütern des Körpers (schoene), des Glücks (guot) und des Geistes, die in Strophe V mit den Begriffen „triuwe“ und „staetekeit“ (V, 1) eingeleitet werden, unterscheidet und stuft.
Auffällig ist in der dritten Strophe ihre Allgemeingültigkeit, da über niemanden direkt reflektiert wird und auch das sprechende Ich sich selbst nicht einbringt.
Es lässt sich zunächst annehmen, wie es auch bis ca. 1990 in der opinio communis der Forschung getan wurde, dass sich in dieser Strophe das Werteverständnis Walthers von der Vogelweide widerspiegelt.
Zu beachten ist jedoch, dass „die Rollenhaftigkeit von Minnelyrik ernst zu nehmen [ist], was […] bedeuten kann, dass Walther ein Ich in den Text setzt, das[…] nicht als Sprachrohr des Dichters fungiert, worauf folgt, daß [die] Text[e] kein Bekenntnis Walthers darstell[en] und kein Programm definier[en].“ Wichtig ist, an dieser Stelle im Minnesänger von der Vogelweide auch den Unterhalter des Hofes zu sehen, der auf Kosten des Ichs, den Hof unterhielt.
Mit Beginn der vierten Strophe nimmt das sprechende Ich hingegen wieder eine zentrale Stellung ein: „Ich vertrage als ich vertruoc und als ich zeiner wile vertrage. du bist schoene und hast genuoc, waz mugen si mir da von gesagen?“ (IV, 1ff.) Diese vier Zeilen setzen den Schlussstrich unter die Auseinandersetzung mit den Kritikern. Problematisch gestaltet sich an dieser Stelle die richtige Übersetzung des Verbs „vertragen“. Auszuschließen ist nach Auffassung der Forschung die mit dem Verb verbundene Einschätzung eines psychisch duldsamen Ichs, da dies durch die Sicherheit und den Stolz der Entgegnung ausgeschlossen werde.
„Das Ich wird alle Vorwürfe gelassen vertragen, hinnehmen, ertragen wie […] es [dies] immer getan hat und auch weiterhin tun wird, weil diese für [es] ein Ausdruck der Unfähigkeit der Gegner zur Liebe sind und sie ihn deshalb nicht treffen können.“ Unterstrichen wird dies stilistisch durch schroffe –c- und -g-Laute.
Eine weitere Schwierigkeit stellt die genaue Definition des Adjektivs „genuoc“ dar. Teilweise wird in der Forschung die Bedeutung „ausreichend“ im Sinne von materieller Absicherung ausgeschlossen, da Besitz als Voraussetzung für Liebe bereits in der zweiten Strophe abgelehnt wird.
Es wird aber auch die Annahme vertreten, dass an dieser Stelle betont werden soll, dass die Partnerin, was den Besitz anlangt, auf den die Tadelnden offenbar solchen Wert legen, dem höfischen Ideal der Minnedame in nichts nachsteht.
Mit den Worten „Was auch immer sie sagen, ich liebe dich und nehme dein gläsernes Ringlein lieber als das Gold einer Königin.“ (IV, 5f.) wendet sich der Sänger erneut dem vrouwelin zu und es wird an die sanften Töne der ersten Strophe erinnert. Die Aussage „ich bin dir holt“ (IV, 5.) leitet zur Wiederaufnahme der anfänglichen zärtlichen Stimmung über. Die Argumentation und die Reflexion zur Verteidigung der Liebe weicht ihrer Empfindung, die nach der Versicherung in Strophe eins „wan daz dir nieman holder ist“ (I, 6) durch das „owe“ (I, 6) gestört worden war. Die erneute Hinwendung von „holt“ (IV, 5) könnte somit womöglich eine umarmende Geste symbolisieren.
Der Abschluss der vierten Strophe drückt nochmals das intensive Empfinden des Sprechers gegenüber der besungenen Frau aus. Der in Liebe gebotene gläserne Ring zählt soviel oder sogar mehr als der goldene Ring einer Königin.
Das Bild des Ringes kann als Metapher für die Schönheit des vrouwelins gesehen werden: „Die für sie empfundene Liebe hat sie so schön gemacht, daß selbst das Glas ihres Ringes für ihn wie das Gold einer Königin erstrahlen muss.“
Ebenfalls kann der Ring auch als ein Hinweis auf das „guote“ (II, 6) in Strophe zwei gesehen werden, somit mache Liebe nicht nur „schoene“ (IV, 3), sondern sogar reich.
Die in Strophe vier entstandene freudige und emotionale Stimmung wird bereits am Anfang der fünften Strophe zugunsten einer leiseren, nachdenklicheren Stimmung relativiert. In ihr wird nach Gerhard Hahn auf die wirkliche Gefahr, die der Liebe droht, hingewiesen. Das sprechende Ich wendet sich, nahezu beschwörend, an das Mädchen: „Hast du triuwe und staetekeit“ (V, 1). An dieser Stelle wird betont, dass die Verlässlichkeit bzw. die Treue und die Beständigkeit die beiden unabdingbaren ethischen Voraussetzungen für das Gelingen des angestrebten Liebesglückes sind und in der Beziehung „Minne zu Minne machen“.
Das ganze Leben soll nach dieser Aussage von Liebe bestimmt werden, das Selbstwertgefühl, das man von der Liebe erwartet, soll nicht wie in einem amourösen Abenteuer für den Augenblick, sondern für das ganze Leben gelten. Diese beiden Grundwerte dürfen der Minnepartnerin aber nicht einfach zugesprochen werden. Sie sind von ihr erst und immer wieder zu verwirklichen. Das vorgeführte Verhältnis soll also nicht als gegebene Realität, sondern als forderndes Leitbild verstanden werden. Besitzt die Minnepartnerin diese, so wird dem sprechenden Ich niemals „herzeleit“ (V, 3) durch sie widerfahren, „positiv formuliert: wird er stets herzeliebe empfinden, und sie ist der Anrede Herzeliebez vrouwelin wahrhaft würdig.“
Wenn diese beiden Werte hingegen von dem vrouwelin nicht erfüllt werden können, so ist der Verzicht auf die liebe entgegen allen Emotionen als beste Lösung anzusehen „hast aber du der zweier niht, so müezest du min niemer werden“ (V, 5f.). In dem das Lied abschließenden Ausruf „Oh weh, möge dies nur nicht geschehen!“ (V, 6f.) kann sowohl die traurige Erfahrung schon erlebten herzeleits als auch die schon stark verinnerlichten Gefühle des Sprechers für das vrouwelin zum Ausdruck kommen.

## Mädchenlieder
In der mediävistischen Literaturgeschichtsschreibung gilt Walther von der Vogelweide bis heute zugleich als Reformer, Erneuerer und Vollender des deutschen Minnesangs. Höchste Wertschätzung innerhalb der Walther'schen Minnelyrik genossen lange Zeit vor allem die Lieder, in denen vorgeblich mit den erstarrten Normen und dem Wertesystem des klassischen Minnesangs gebrochen wurde. Diese wurden von der Forschung, je nach zugrunde liegendem Leitwort, zur Gruppe der Lieder der herzeliebe, der niederen oder ebenen Minne oder zu den so genannten Mädchenliedern zusammengefasst. Lange Zeit nahm die opinio communis der Forschung an, dass hier der höfischen Minnedoktrin und somit dem Ideal des dienst ane lon zur sittlichen Vervollkommnung des Mannes, ein neues Konzept entgegengesetzt würde. Dies erhebe eine ethisch fundierte, partnerschaftliche und auf Gegenseitigkeit beruhende Liebesbeziehung, in der ständisch bedingte Rangunterschiede ohne Bedeutung sind, zum Minneideal. Als ein typisches Element dieser als innovativ angesehenen Werke wurde lange Zeit der Stand der Adressatin genannt. Obwohl dieser in den meisten Fällen nicht explizit ausgesprochen wurde, interpretierte die Mediävistik diesen größtenteils als „nicht adelig“. Begründet wurde diese Annahme damit, dass der Begriff here frouwe in den Liedern häufig durch Nomen wie zum Beispiel maget ersetzt wurde, das geläufigerweise ein unverheiratetes Mädchen ohne sozialen Status oder sogar ein Bauernmädchen bezeichnete.
Diese bislang gesichert scheinende Erkenntnis ist durch die Forschung der letzten Jahrzehnte jedoch fragwürdig geworden. Widerlegt ist die Annahme, dass die Mädchenlieder ein in sich geschlossenes neues Minnekonzept repräsentieren. Bis heute hat die Vorstellung Bestand, dass sie einen Wendepunkt dessen markieren, was in der Zeit um und nach 1200 Minnesang sein konnte.
Dieses Lied kann, wenn man Walthers Lieder nach einem Verständnisrahmen strukturiert, nicht nach einem Zeitrahmen, als ein Lied verstanden werden, das ein Programm ausdrückt. Der Sänger stilisiert es aber nicht als Eröffnungslied einer neuen Gruppe: er gibt es als Antwort auf Kritiker seiner (neuen) Dichtungsweise. Das alles hat wenig oder nichts mit realer Entstehung und Werkfolge zu tun; es sind Darstellungsmittel, nicht Sachinformationen. Für den Verständnishorizont des Publikums, vermutlich auch des mittelalterlichen, nicht nur des heutigen, ist es aber sinnvoll einordenbar, wenn man es als ersten Teil eines Rahmens der 'Mädchenlieder' fasst, als dessen zweiten Teil man Aller werdekeit ein füegerinne, Lachmann 46,32, verstehen könnte.
Bereits die Tatsache, dass in einigen Liedern der „neuen Minneauffassung“ nicht von der herzeliebe die Rede ist, die lange als ein Programmwort des Protestes gegen den konventionellen Minnesang gehandelt wurde, spricht gegen ein in sich homogenes neues Konzept. Auch dass die darin vorkommende Frau sich nicht eindeutig als Mädchen qualifizieren lasse, unterstreicht nach Manfred G. Scholz diese Annahme.
Ein weiteres Problem der kritischen Revue der Mädchenlieder ist die Tatsache, dass durch das Konstatieren widersprüchlicher Zugehörigkeitskriterien in der Forschung Uneinigkeit darüber besteht, welche Walther'schen Lieder sich denen der herzeliebe zuordnen lassen. "Sind es bei [Friedrich]Maurer 1956 und [Peter] Wapnewski 1962 zehn, bei [Hans Günther] Meyer 1981 sogar fünfzehn […] so hat sich seit dem Vorschlag [Ulrich] Pretzels 1966 ein gewisser Konsens herausgebildet, unter dieser Überschrift nur noch die vier Lieder 39,11 ff. 74,20 ff. 49,25 ff. und 50,19ff. zu versammeln, aus den Hübner 1996 jetzt auch noch das zuletzt genannte aussondert." Im Laufe der Zeit erfolgte somit eine eindeutige und klare Reduktion auf eine Gruppe von höchstens drei bis vier Liedern, die konsensuell zu den Liedern der herzliebe gezählt werden. Dies ist nach Silvia Ranawake ein weiteres Indiz dafür, dass sich die als „revolutionär“ gehandelte Anschauung Walthers aufgrund nur minimal existierender Belege auch zahlenmäßig nicht begründen lasse.
In vielen Fällen scheint von daher wohl eher die Euphorie der gattungstheoretischen Hochschätzung als der jeweilige konkrete Text hinter der Klassifizierung der Kategorie „Mädchenlieder“ zu stehen.
Diese Beliebtheit bei Philologen lässt sich nach Manfred W. Scholz anhand dreier Phänomene begründen. Zum einen sei hierfür das Forschungsklischee, dass die frouwe des Minnesangs eine verheiratete Frau gewesen sei, verantwortlich. Denn es wäre nicht die geringste revolutionäre Tat Walthers, wenn er in einigen seiner Lieder die Frau aus den Fesseln der Ehe befreit hätte. Der zweite Grund sei, dass der Sang sich, wie oben dargelegt, an ein ständisch niederes Mädchen wende und zur damaligen Zeit eine unerhörte Neuerung darstellte. Das dritte Phänomen sei die sich von der Hohen Minne scharf abgrenzte Gegenseitigkeit der Liebe.
Nach Ingrid Bennewitz sprechen zwei weitere wichtige Voraussetzungen für den nahezu mythischen Stellenwert, den die Werke lange in der Mediävistik besaßen. Zum einen „die Reduktion zweier anderer Autoren des Minnesangs bzw. ihres Liedcorpus zu dunklen Folien, gegen die dann gerade Walthers sogenannte Mädchenlieder als Musterbeispiele einer positiven Minnekonzeption ausgespielt werden konnten: Dies betraf zum einen Reinmar und seine Stilisierung zum Sänger des ewig unerfüllten Sehnens sowie die Darstellung Neidhardts als Usurpator des traditionellen Minnesangs“ und zum anderen das Frauenbild, das Walthers Text assoziiert werden konnte. Das bürgerliche, von Männern geprägte, Frauenideal des 19. und 20. Jahrhundert konnte sich mit dieser literarischen Vorlage des Mittelalters wesentlich stärker identifizieren als mit der Figur der unerreichbaren und allmächtigen heren frouwe.
Zeitlich lassen sich die Lieder ca. um 1200 ansiedeln, eine deutliche temporäre Abgrenzung zu den Liedern der „Hohen Minne“ ist nicht möglich, beide Formen existierten parallel.
Generell ist zu beachten, dass abgesehen von den Fällen klar bestimmbarer relativer Chronologie keine Anhaltspunkte existieren, die Walther'schen Gedichte zu reihen. Dennoch erweist sich die Gruppierung sachlich zusammengehöriger Lieder als ordnungsstiftendes Arbeitsinstrument als hilfreich, sollte jedoch nicht zu dem Trugschluss verleiten, dass beispielsweise die hier behandelten Mädchenlieder einer bestimmten Phase Walther'schen Dichtens zugeordnet werden müssten.

## Bewertung
Trotz der gängigen Forschungsmeinung, dass Herzeliebez vrouwelin eines der wenigen Kernlieder der „Gattung“ der Mädchenlieder ausmacht, wird der Charakter des Liedes sehr differenziert bewertet.
Heike Sievert sieht in ihm ein typisches Werbelied, das starke Parallelen zur „Hohen Minne“ aufweist: das Werben des Mannes um die Frau ohne die Garantie auf Gegenliebe. Trotz dieser Übereinstimmung verweist sie auf einzelne wichtige Unterschiede in der konkreten Ausführung:
- die direkte Anrede der Frau bei der Liederöffnung,
- die Abkehr vom Frauenideal des Hohen Sangs,
- die Neue Rolle der Gesellschaft.[54]

Gerhard Hahn sieht in dem Lied einen programmatischen Charakter für die so genannten Mädchenlieder und somit die theoretische Basis von Walthers „neuem“ Minnekonzept. Und Friedrich Maurer vermutet in dem Lied sogar die bewusste Revolutionierung der Hohen Minne. Achim Masser relativiert diese Aussage, indem er betont, dass lediglich eine Umwertung des Hohen Sangs bezüglich der bereits bekannten Werte liebe, schoene und guot erfolge.
Dieser Auffassung schließt sich auch Silvia Ranawake an. Sie betont, dass es in dem Lied nicht darum gehe, die Vorstellungen der höfischen Minne außer Kraft zu setzen, sondern darum, sie ethisch neu zu begründen: „Weit davon entfernt, die höfisch-scholastische Minnedoktrin abzulehnen, [wird sich hier] bei dem Versuch einer Erneuerung des Minnesangs auf sittlicher Basis gerade an der moralphilosophischen Argumentation der [traditionellen] Minnelehre [orientiert].“
Nach Dorothea Ader hingegen wird, wie in der Interpretation der Liederöffnung dargelegt, das Konzept der Hohen Minne auch in diesem Lied beibehalten. Hugo Kuhn projiziert Herzeliebez frouwelin auf die Ebene der Lehnsmetaphorik und betrachtet das Lied primär als eine philosophisch-theologische Auseinandersetzung. Diese Ausführungen müssen nach aktuellem Forschungskonsens jedoch kritisch betrachtet werden.
Günther Schweikle betont, dass „sowohl durch die Gefühlsintensität der Huldigungsverse als auch durch den spruchliedhaften Gültigkeitsanspruch der Minne- und Gesellschaftskritik […] das Lied provokativ, 'fast revolutionär' gewirkt habe […]“. Das neu entworfene und propagierte, auf Herzensneigung gegründete Minneideal werde in diesem Lied in einer Art Minnediskurs proklamiert.
Auch nach Scholz ist der Text ein Lied der herzeliebe und der gegenseitigen Liebe, beides aber nicht im Sinn einer vorhandenen, sondern einer für die Zukunft ersehnten, geforderten Liebe. Zu erkennen ist dies seiner Meinung nach daran, dass die im Lied genannten an die Liebe geknüpften Bedingungen nichts anderes seien als die Einforderung des Moments der Gegenseitigkeit der Liebe.

## Rezeption
Walther von der Vogelweide galt bereits zu Lebzeiten und das ganze Mittelalter hindurch als einer der herausragenden Liederdichter. Sein Herzeliebez frouwelin erfreute sich dementsprechend schon zu dieser Zeit hoher Beliebtheit und war weitläufig bekannt.
Der Reiz des Liedes, der die Verbreitung bewirkte, lag insbesondere an der großen Offenheit des Textes. Hierdurch wurden den Zuhörern viele Möglichkeiten für Identifikation und Assoziationen geboten.
Die Rezeption reicht bis ins heutige Jahrhundert und unterstreicht die Popularität sowie die Stellung Walthers von der Vogelweide in der mediävistischen Literaturgeschichte.
Mit dem Beginn der frühen Neuzeit verlor das Lied zunächst an Bedeutung und wurde später mit der neuzeitlichen Rezeptionsgeschichte Walthers wieder aufgegriffen. Diese beginnt mit der Veröffentlichung eines Dutzends von Walther’schen Strophen aus dem Manesse-Kodex von Zürich durch den Schweizer Historiker und Juristen Melchior Goldast in den Jahren 1601–1611.
Das Fundament für das Waltherbild des 19. Jahrhunderts legten Karl Lachmann und Ludwig Uhland. Der Erstere auf dem Gebiet der kritischen Philologie und der zweite auf dem der patriotisch eingefärbten Interpretationen. Mittels der Textausgabe Lachmanns (1827), die noch heute als vorbildlich gilt, und der Carls von Kraus (1935) wurden die Werke Walthers weiten Publikumskreise nahegebracht.
Besonderen Einfluss in der Forschung des 20. Jahrhunderts besaß unter anderem die Arbeit von Günther Schweikle.

### Maßgebliche Textausgabe
Walther von der Vogelweide: Herzeliebez vrowelin. In: Deutsche Lyrik des frühen und hohen Mittelalters.Edition der Texte und Kommentare von Ingrid Kasten. Übersetzungen von Margherita Kuhn (Bibliothek des Mittelalters 3), Frankfurt a. M. 1995.

### Sekundärliteratur
Aufsätze
- Dorothea Ader: Walther von der Vogelweide. Herzeliebez frowelin. In: DU. Das Kulturmagazin, Bd. 19 (1967), S. 65–75, ISSN 0012-6837
- Ingrid Bennewitz: „vrouwe/maget“. Überlegungen zur Interpretation der sogenannten Mädchenlieder im Konzept von Walthers Minnesang-Konzeption. In: Hans-Dieter Mück (Hrsg.): Walther von der Vogelweide. Beiträge zu Leben und Werk (Kulturwissenschaftliche Bibliothek; Bd. 1). Stöffler und Schütz, Stuttgart 1989, ISBN 3-926712-02-3, S. 237–252.
- Ingrid Kasten: Der Begriff der ‘herzeliebe’ in den Liedern Walthers. In: Hans-Dieter Mück (Hrsg.): Walther von der Vogelweide. Beiträge zu Leben und Werk. Stöffler und Schütz, Stuttgart 1989, ISBN 3-926712-02-3, S. 253–267.
- Achim Masser: Zu den sogenannten Mädchenliedern Walthers von der Vogelweide. Werner Schröder zum 75. Geburtstag am 13. März 1989. In: Wirkendes Wort, Bd. 39 (1989), S. 3–15, ISSN 0935-879X.
- Friedrich Neumann: Walther von der Vogelweide. Herzeliebez frouwelin. In: Benno von Wiese (Hrsg.): Die deutsche Lyrik. Form und Geschichte. Bd. 1: Vom Mittelalter bis zur Frühromantik. Bagel, Düsseldorf 1956, S. 56–61. * Silvia Ranawake: Walthers Lieder der ‘Herzeliebe’ und die Höfische Minnedoktrin. In: Helmut Birkhan (Hrsg.): Minnesang in Österreich (Wiener Arbeiten zur germanischen Altertumskunde und Philologie; Bd. 24). Halosar, Wien 1983, ISBN 3-900269-24-6, S. 109–152.
- Günther Schweikle: Die „frouwe“ der Minnesänger. Zu Realitätsgehalt und Ethos des Minnesangs im 12. Jahrhundert. In: Hans Fromm (Hrsg.): Der deutsche Minnesang. Aufsätze zu seiner Erforschung Wissenschaftliche Buchgesellschaft, Darmstadt 1985, ISBN 3-534-08604-X, S. 238–272.

Monographien
- Horst Brunner, Gerhard Hahn, Ulrich Müller, u. a. (Hrsg.): Walther von der Vogelweide. Epoche, Werk, Wirkung. 2. überarbeitete und ergänzte Auflage. Beck, München 2009, ISBN 978-3-406-39779-0.
- Horst Brunner u. a. (Hrsg.): Walther von der Vogelweide. Die gesamte Überlieferung der Texte und Melodien (Litterae; Bd. 7). Kümmerle, Göppingen 1977, ISBN 3-87452-136-2.
- Otfrid-Reinald Ehrismann: Einführung in das Werk Walthers von der Vogelweide. Wissenschaftliche Buchgesellschaft, Darmstadt 2008, ISBN 978-3-534-20770-1.
- Gerhard Hahn: Walther von der Vogelweide. Eine Einführung. Artemis-Verlag, München 1986, ISBN 3-7608-1322-4.
- Martha Heeder: Ornamentale Bauformen in hochmittelalterlicher deutschsprachiger Lyrik. Dissertation, Universität Tübingen 1966.
- Inga Hemmerling: Walthers Mädchenlieder im Kontext seiner Minnesangs-Konzeption. GRIN-Verlag, München 2008, ISBN 978-3-638-06095-0 (zugl. Studienarbeit, Universität Bonn 2005).
- Hugo Kuhn: Minnelieder Walthers von der Vogelweide. Ein Kommentar. (Untersuchungen zur deutschen Literaturgeschichte; Bd. 33). Niemeyer, Tübingen 1983, ISBN 3-484-32033-8.
- Friedrich Maurer (Hrsg.): Walther von der Vogelweide. Die Lieder. Fink, München 1972.
- Hermann Reichert: Walther von der Vogelweide für Anfänger. 3., neu bearbeitete und erweiterte Aufl. facultas.wuv., Wien 2009, ISBN 978-3-7089-0548-8.
- Manfred G. Scholz: Walther von der Vogelweide (Sammlung Metzler; BD. 316). 2. korrigierte und ergänzte Auflage. Metzler, Stuttgart 2005, ISBN 3-476-12316-2.
- Günther Schweikle (Hrsg.): Walther von der Vogelweide. Werke. Gesamtausgabe-000820-4. Bd. 2: Liedlyrik. Reclam, Stuttgart 1998, ISBN 3-15-000820-4.
- Heike Sievert: Studien zur Liebeslyrik Walthers von der Vogelweide (Göppinger Arbeiten zur Germanistik; Bd. 506). Kümmerle, Göppingen 1990, ISBN 3-87452-743-3 (zugl. Dissertation, Humboldt-Universität, Berlin 1987).
- Uwe Stamer: Ebene Minne bei Walther von der Vogelweide. Studien zum gedanklichen Aufbau und zum Einfluß der Tradition (Göppinger Arbeiten zur Germanistik; BD. 94). Kümmerle, Göppingen 1976, ISBN 3-87452-330-6 (zugl. Dissertation, Universität Tübingen 1976).